# Palèfat d'Abidos
|  | Per al mitògraf vegeu Palèfat |

Palèfat d'Abidos (en llatí Palaephatus, en grec antic Παλαίφατος) fou un historiador grec (ἱστορικός) que va viure en temps d'Alexandre el Gran al segle iv aC. Es diu que va ser estimat pel filòsof Aristòtil (παιδικά), cosa que Suides esmenta sota l'autoritat de Filó.
Suides també dona el títol d'alguna de les seves obres:
- Kνπριακά (Sobre Xipre)
- Δηλιακά (Sobre Delos)
- Αττικά (Sobre l'Àtica)
- Αραβικά (Sobre Aràbia)

Alguns erudits pensaven que va escriure també una història d'Assíria de la que se'n conserva un fragment a Eusebi de Cesarea. Però com que el llibre va signat per Abidè i és un nom propi i no un gentilici, aquesta suposició s'ha descartat.